# Lignerolles (Indre)
Lignerolles  ist eine französische Gemeinde mit 115 Einwohnern (Stand: 1. Januar 2022) im Département Indre in der Region Centre-Val de Loire. Sie gehört zum Arrondissement La Châtre, zum Kanton La Châtre und zum Gemeindeverband La Châtre et Sainte Sévère. 

## Lage
Lignerolles  liegt an der Taisonne an der Grenze zum Département Cher, etwa 17 Kilometer südöstlich von La Châtre. Umgeben wird Lignerolles  von den Nachbargemeinden Urciers im Norden, Châteaumeillant im Nordosten, Saint-Saturnin im Osten sowie Pérassay im Süden und Westen.

## Bevölkerungsentwicklung
| Jahr                       | 1962 | 1968 | 1975 | 1982 | 1990 | 1999 | 2006 | 2013 | 2020 |
| Einwohner                  | 269  | 234  | 189  | 166  | 136  | 136  | 114  | 110  | 108  |
| Quellen: Cassini und INSEE |      |      |      |      |      |      |      |      |      |

## Sehenswürdigkeiten
- Kirche Saint-Paul und Saint-Roch
- Schloss Puybarbeau aus dem 19. Jahrhundert

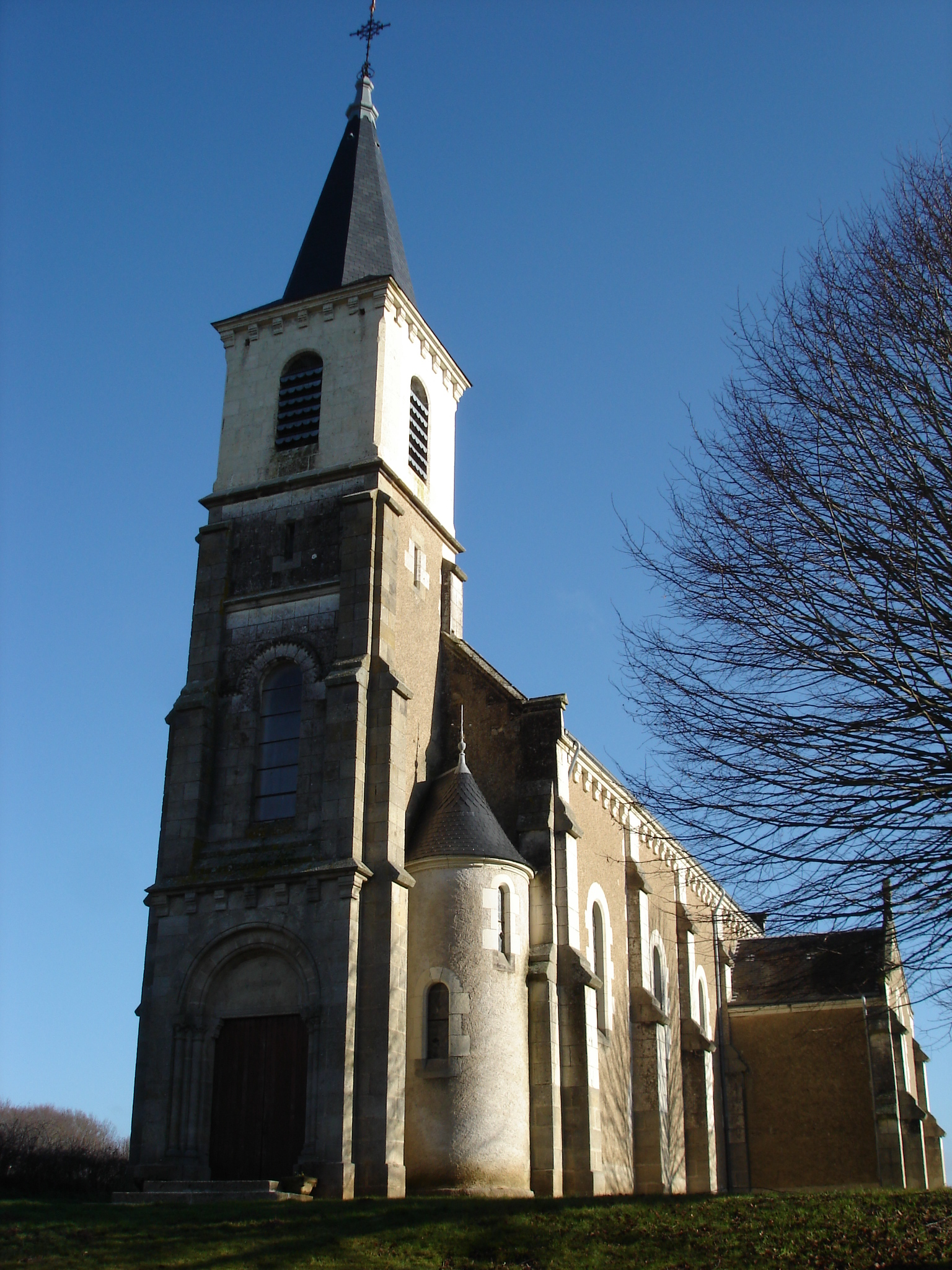
Kirche Saint-Paul und Saint-Roch
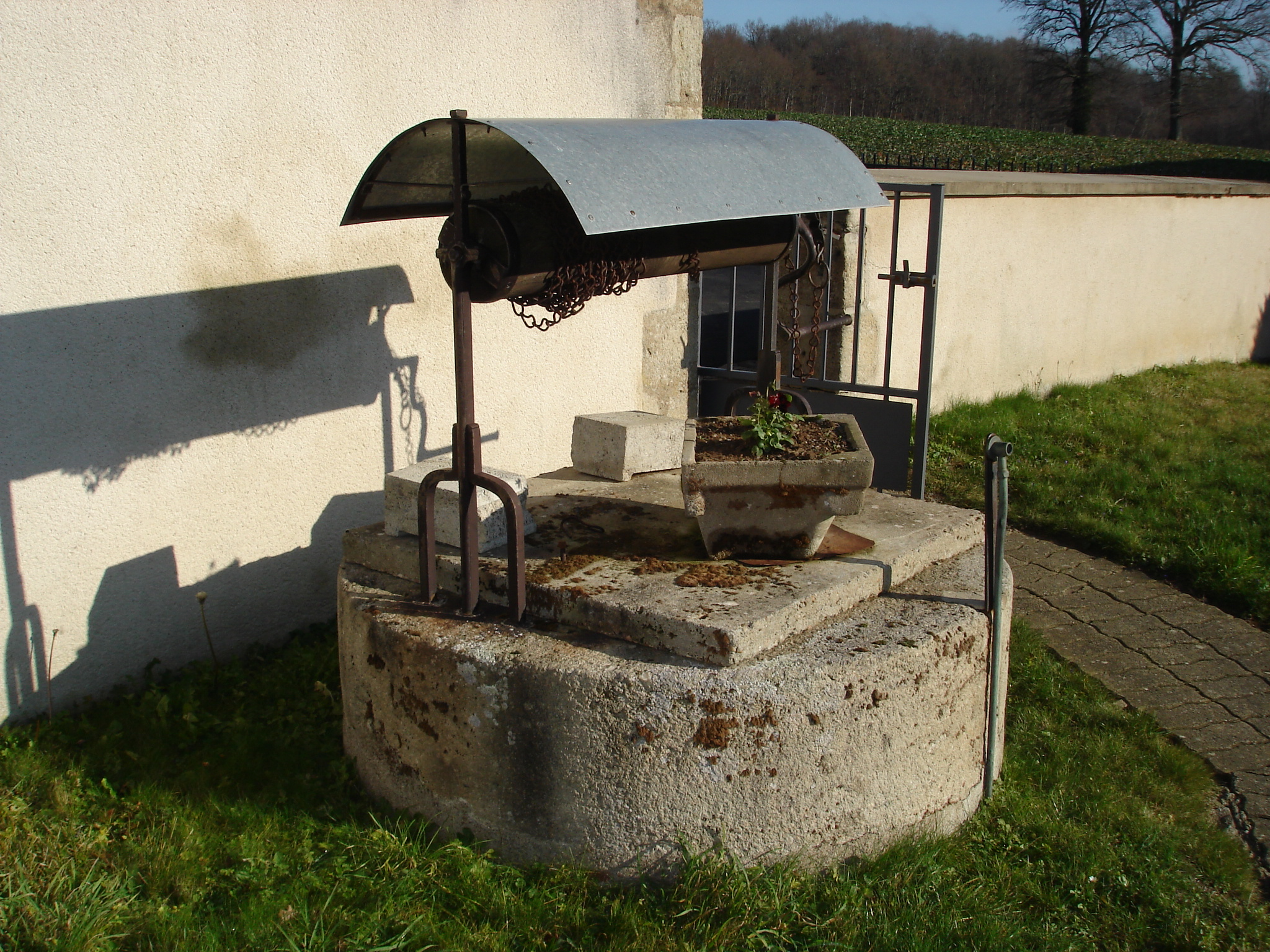
Ehemaliger Schöpfbrunnen
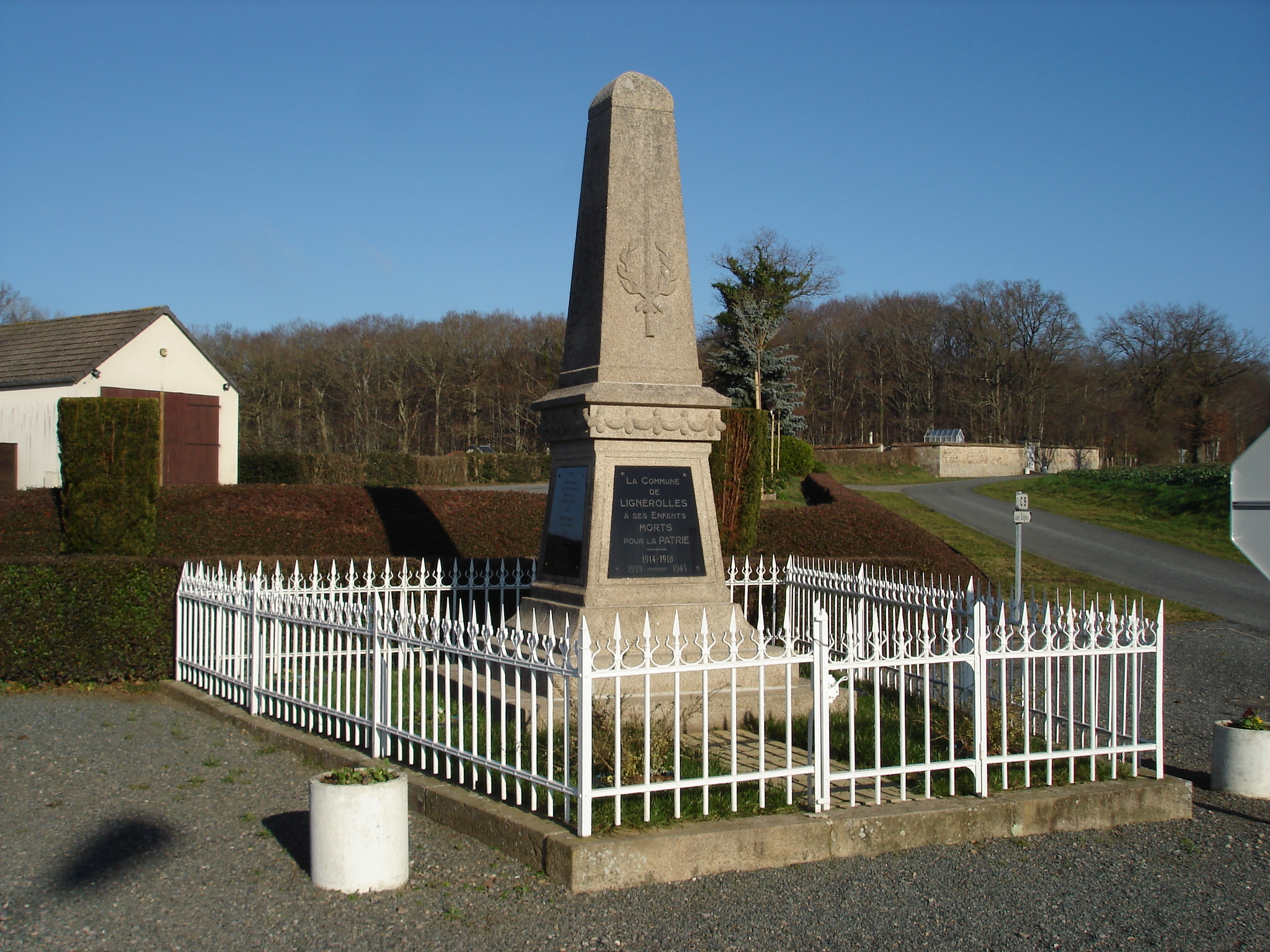
Gefallenendenkmal